# Макніл (Арканзас)
Макніл (англ. McNeil) — місто (англ. city) в США, в окрузі Колумбія штату Арканзас. Населення — 381 особа (2020).

## Географія
Макніл розташований за координатами 33°20′54″ пн. ш. 93°12′31″ зх. д. / 33.34833° пн. ш. 93.20861° зх. д. (33.348248, -93.208530).  За даними Бюро перепису населення США в 2010 році місто мало площу 3,46 км², уся площа — суходіл. В 2017 році площа становила 3,28 км², уся площа — суходіл.

## Демографія
Згідно з переписом 2010 року, у місті мешкало 516 осіб у 197 домогосподарствах у складі 144 родин. Густота населення становила 149 осіб/км².  Було 258 помешкань (74/км²). 
Расовий склад населення:
| - 54,5 % — чорних або афроамериканців - 44,4 % — білих - 0,2 % — корінних американців |

До двох чи більше рас належало 1,0 %. Іспаномовні складали 1,7 % від усіх жителів.
За віковим діапазоном населення розподілялося таким чином: 28,5 % — особи молодші 18 років, 59,9 % — особи у віці 18—64 років, 11,6 % — особи у віці 65 років та старші. Медіана віку мешканця становила 33,3 року. На 100 осіб жіночої статі у місті припадало 83,0 чоловіків;  на 100 жінок у віці від 18 років та старших — 78,3 чоловіків також старших 18 років.
Середній дохід на одне домашнє господарство  становив 26 625 доларів США (медіана — 20 134), а середній дохід на одну сім'ю — 27 341 долар (медіана — 19 931). За межею бідності перебувало 48,2 % осіб, у тому числі 70,5 % дітей у віці до 18 років та 0,0 % осіб у віці 65 років та старших.
Цивільне працевлаштоване населення становило 153 особи. Основні галузі зайнятості: роздрібна торгівля — 22,9 %, виробництво — 22,9 %, будівництво — 13,1 %, освіта, охорона здоров'я та соціальна допомога — 10,5 %.